# Zecchino d'Oro 2024
Il sessantasettesimo Zecchino d'Oro si è svolto a Bologna dal 29 novembre al 1º dicembre 2024.
Le prime due puntate pomeridiane sono state presentate da Carolina Benvenga (che ha condotto l'edizione precedente) e Lorenzo Baglioni, mentre la finale da Carlo Conti, direttore artistico per l'ottava volta consecutiva.
Alcuni brani sono stati scritti da nomi famosi della musica (Andrea Mingardi, Stefano Righi, Red Canzian, Giulia Luzi e Piero Romitelli, Sara Casali e Alessio Zini).
Dopo 19 anni di assenza, Topo Gigio è stato presente in tutte le puntate.
La sigla delle prime due puntate è stata Lo Zecchino siamo noi, mentre quella della finale è stata Zum zum zum, sigla di Canzonissima 1968, nella nuova versione realizzata per il 70º anniversario della Rai.
È stata l'ultima edizione in cui Sabrina Simoni ha diretto il Piccolo Coro "Mariele Ventre" dell'Antoniano, in seguito alla sua decisione di abbandonarne la direzione annunciata nel gennaio 2025.

## Brani in gara[3]
- Animal School (Testo: Massimo Mazzoni/Musica: Giancarlo Di Maria) - Valentina Di Luca (6 anni) e Delia Veltri (5 anni)
- Coccinella sfortunella (Testo: Valentina Ambrosio/Musica: Valentina Ambrosio) - Allegra Maifredi (10 anni)
- Coccodance (Testo: Piero Romitelli/Musica: Piero Romitelli, Emilio Munda) - Elisabetta Obino (8 anni)
- Diventare un albero (Testo: Rebecca Pecoriello, Nicola Marotta, Luca Argentero/Musica: Rebecca Pecoriello, Stefano Francioni, Nicola Marotta) - Anna Sole Dalmonte (9 anni)  (1º posto)
- Gol! L'amicizia fa festa (Testo: Francesco Morettini, Luca Angelosanti, Francesco Leombruni/Musica: Francesco Morettini, Luca Angelosanti) - Vittorio Miguel Panchano Coronado (10 anni)
- Il leone piagnone (Testo: Enrico Galiano/Musica: Sergio Cossu) - Carlotta Morelli (7 anni)
- Il magico viaggio di Marco Polo (Testo: Mario Gardini/Musica: Red Canzian) - Davide Confalone (10 anni)
- Il principe Futù (Testo: Giulia Luzi, Massimo Zanotti/Musica: Giulia Luzi, Massimo Zanotti) - Riccardo Rizzo, Greta Soroldoni e Ariel Grace Tori (tutti 9 anni)
- Jingle band (Testo: Sara Casali, Alessio Zini/Musica: Alessandro Fava, Max Elias Kleinschmidt, Gianvito Vizzi) - Francesco Mazzotta Margapoti (9 anni) e Kira Pasotto (8 anni)
- La bugia (Testo: Riccardo Capone/Musica: Rainer Monaco) - Maddalena Luiso (7 anni)
- L'estate sta iniziando (Testo: Stefano Righi, Gianfranco Grottoli, Andrea Vaschetti/Musica: Stefano Righi, Gianfranco Grottoli, Andrea Vaschetti, Simone Lavezzi, Daniele Mattiuzzi) - Alessandro Lucillo (9 anni)
- Nonna Rock (Testo: Carmine Spera, Lodovico Saccol/Musica: Carmine Spera, Lodovico Saccol) - Martina Galia (10 anni)  (3º posto)
- Per un pezzetto di terra (Testo: Irene Menna/Musica: Giuseppe De Rosa) - Gabriele Siena (4 anni) e Beatrice Vaccaro (6 anni) (2º posto)
- Un rospo nel bosco (Testo: Andrea Mingardi, Sandro Comini/Musica: Sandro Comini, Andrea Mingardi) - Andrea Trullu (8 anni)

### Tracce bonus del CD
- Zum Zum Zum
- La pace oh
- Everybody loves the sea

## Programma

### Venerdì 29 novembre 2024
- Ascolto delle prime 7 canzoni in gara, con votazione di due giurie, una composta da 20 bambini, una di tre ospiti speciali: Tosca D'Aquino, Lino Banfi e Carolina Rey.
- I conduttori conversano con Topo Gigio.
- Leonardo Fiaschi imita grandi personaggi dello spettacolo insieme con alcuni solisti.
- I conduttori sfidano la giuria dei grandi nel QuizZecchino; ospite Roberta Delle Femine, interprete di Nicchi sgnacchi mucchi mucchi.
- Lorenzo Baglioni esegue un recap in 60 secondi delle prime sette canzoni in gara.

| Ordine d'uscita | Canzone                  | Interprete                                        | Punteggio della giuria | Punteggio della giuria dei grandi | Punteggio della giuria dei grandi | Punteggio della giuria dei grandi | Punteggio totale | Posizione di puntata |
| Ordine d'uscita | Canzone                  | Interprete                                        | Punteggio della giuria | Tosca D'Aquino                    | Lino Banfi                        | Carolina Rey                      | Punteggio totale | Posizione di puntata |
| --------------- | ------------------------ | ------------------------------------------------- | ---------------------- | --------------------------------- | --------------------------------- | --------------------------------- | ---------------- | -------------------- |
| 1               | Animal School            | Valentina Di Luca, Delia Veltri                   | 186                    | 10                                | 6                                 | 9                                 | 211              | 3                    |
| 2               | Il principe Futù         | Riccardo Rizzo, Greta Soroldoni, Ariel Grace Tori | 178                    | 9                                 | 10                                | 10                                | 207              | 5                    |
| 3               | L'estate sta iniziando   | Alessandro Lucillo                                | 185                    | 9                                 | 9                                 | 8                                 | 211              | 3                    |
| 4               | La bugia                 | Maddalena Luiso                                   | 184                    | 9                                 | 8                                 | 8                                 | 209              | 4                    |
| 5               | Nonna Rock               | Martina Galia                                     | 196                    | 10                                | 10                                | 9                                 | 225              | 1                    |
| 6               | Per un pezzetto di terra | Gabriele Siena, Beatrice Vaccaro                  | 189                    | 10                                | 10                                | 10                                | 219              | 2                    |
| 7               | Diventare un albero      | Anna Sole Dalmonte                                | 195                    | 10                                | 10                                | 10                                | 225              | 1                    |

### Sabato 30 novembre 2024
- Ascolto delle altre 7 canzoni in gara, con votazione di due giurie, una composta da 20 bambini, una di tre ospiti speciali: Gabriele Cirilli, Lino Banfi e Daniela Ferolla.
- I conduttori conversano con Topo Gigio.
- Leonardo Fiaschi imita grandi personaggi dello spettacolo insieme con alcuni solisti.
- I conduttori sfidano la giuria dei grandi nel QuizZecchino; ospite Enrico Zanardi, interprete di Gugù, bambino dell'età della pietra.
- Lorenzo Baglioni esegue un recap in 60 secondi delle altre sette canzoni in gara.

| Ordine d'uscita | Canzone                         | Interprete                                 | Punteggio della giuria | Punteggio della giuria dei grandi | Punteggio della giuria dei grandi | Punteggio della giuria dei grandi | Punteggio totale | Posizione di puntata |
| Ordine d'uscita | Canzone                         | Interprete                                 | Punteggio della giuria | Gabriele Cirilli                  | Lino Banfi                        | Daniela Ferolla                   | Punteggio totale | Posizione di puntata |
| --------------- | ------------------------------- | ------------------------------------------ | ---------------------- | --------------------------------- | --------------------------------- | --------------------------------- | ---------------- | -------------------- |
| 1               | Coccodance                      | Elisabetta Obino                           | 183                    | 10                                | 10                                | 9                                 | 212              | 2                    |
| 2               | Coccinella sfortunella          | Allegra Maifredi                           | 173                    | 10                                | 9                                 | 10                                | 202              | 6                    |
| 3               | Gol! L'amicizia fa festa        | Vittorio Miguel Panchano Coronado          | 168                    | 10                                | 9                                 | 9                                 | 196              | 7                    |
| 4               | Il leone piagnone               | Carlotta Morelli                           | 173                    | 10                                | 10                                | 10                                | 203              | 5                    |
| 5               | Un rospo nel bosco              | Andrea Trullu                              | 180                    | 10                                | 9                                 | 9                                 | 208              | 4                    |
| 6               | Jingle band                     | Francesco Mazzotta Margapoti, Kira Pasotto | 184                    | 10                                | 10                                | 10                                | 214              | 1                    |
| 7               | Il magico viaggio di Marco Polo | Davide Confalone                           | 180                    | 10                                | 10                                | 10                                | 210              | 3                    |

### Domenica 1º dicembre 2024
- Traduzione in LIS dei brani da parte di 9 bambini dell'Istituto Magarotto di Roma
- Riascolto delle 14 canzoni in gara, con votazione di due giurie, una composta da 20 bambini, una di cinque ospiti speciali: Bianca Guaccero, Elisabetta Ferracini, Caterina Balivo, Carolina Benvenga e Lorenzo Baglioni. Il voto della giuria dei grandi è segreto.
- Carlo Conti conversa con Topo Gigio.
- Il Grande Mago si esibisce in alcuni giochi di magia.
- Lorenzo Baglioni si esibisce in un medley di suoi brani dedicati al mondo della grammatica (Il congiuntivo, La lettera H, L'apostrofo).
- Carolina Benvenga si esibisce in un medley di suoi brani dedicati al Natale (L'orso Bobo, Christmas Dance con Carolina e Topo Tip).
- I Ricchi e Poveri si esibiscono col nuovo singolo, Il Natale degli Angeli.
- Proclamazione della canzone vincitrice dello Zecchino Web assegnato da Rai Radio Kids (Un rospo nel bosco).
- Proclamazione della canzone vincitrice del 67º Zecchino d'Oro.

| Ordine d'uscita | Canzone                         | Interprete                                        | Punteggio della giuria | Punteggio del Piccolo Coro | Punteggio delle giurie della Galassia | Punteggio totale parziale | Somma di tutti i punteggi totali (parziale) | Classifica finale |
| --------------- | ------------------------------- | ------------------------------------------------- | ---------------------- | -------------------------- | ------------------------------------- | ------------------------- | ------------------------------------------- | ----------------- |
| 1               | Il principe Futù                | Riccardo Rizzo, Greta Soroldoni, Ariel Grace Tori | 179                    | 9                          | 9                                     | 197                       | 404                                         | 6/7               |
| 2               | La bugia                        | Maddalena Luiso                                   | 167                    | 7                          | 8                                     | 182                       | 391                                         | 10                |
| 3               | L'estate sta iniziando          | Alessandro Lucillo                                | 175                    | 8                          | 8                                     | 191                       | 402                                         | 9                 |
| 4               | Coccinella sfortunella          | Allegra Maifredi                                  | 174                    | 7                          | 7                                     | 188                       | 390                                         | 11                |
| 5               | Nonna Rock                      | Martina Galia                                     | 181                    | 10                         | 9                                     | 200                       | 425                                         | 3                 |
| 6               | Diventare un albero             | Anna Sole Dalmonte                                | 190                    | 9                          | 10                                    | 209                       | 434                                         | 1                 |
| 7               | Coccodance                      | Elisabetta Obino                                  | 175                    | 9                          | 8                                     | 192                       | 404                                         | 6/7               |
| 8               | Animal School                   | Valentina Di Luca, Delia Veltri                   | 175                    | 9                          | 8                                     | 192                       | 403                                         | 8                 |
| 9               | Il magico viaggio di Marco Polo | Davide Confalone                                  | 176                    | 9                          | 10                                    | 195                       | 405                                         | 5                 |
| 10              | Un rospo nel bosco              | Andrea Trullu                                     | 160                    | 7                          | 7                                     | 174                       | 382                                         | 13                |
| 11              | Jingle band                     | Francesco Mazzotta Margapoti, Kira Pasotto        | 184                    | 8                          | 10                                    | 202                       | 416                                         | 4                 |
| 12              | Per un pezzetto di terra        | Gabriele Siena, Beatrice Vaccaro                  | 192                    | 9                          | 9                                     | 210                       | 429                                         | 2                 |
| 13              | Gol! L'amicizia fa festa        | Vittorio Miguel Panchano Coronado                 | 173                    | 7                          | 7                                     | 187                       | 383                                         | 12                |
| 14              | Il leone piagnone               | Carlotta Morelli                                  | 161                    | 8                          | 7                                     | 176                       | 379                                         | 14                |

## Curiosità
- Sara Casali e Alessio Zini, che hanno scritto Jingle Band, sono coristi nelle Verdi Note dell'Antoniano.
- Luca Argentero è il nono grande nome della musica italiana vincitore dello Zecchino d'oro.
- Per la prima volta, dopo 19 anni, al momento della proclamazione non sono scesi i consueti coriandoli in studio.

## Ascolti
| Puntata    | Messa in onda    | Telespettatori | Share  |
| ---------- | ---------------- | -------------- | ------ |
| 1          | 29 novembre 2024 | 1 836 000      | 16,4%  |
| 2          | 30 novembre 2024 | 1 618 000      | 13,7%  |
| 3 - Finale | 1º dicembre 2024 | 2 595 000      | 16,76% |
| Media      | Media            | 2 016 000      | 15,62% |